# Чемпіонат острова Брава з футболу
Чемпіонат острова Брава з футболу або Liga Insular de Brava — чемпіонат острова Брава з футболу, який було створено в 1993 році. Переможець кожного розіграшу чемпіонату острова виступає в Чемпіонаті Кабо-Верде кожного сезону.

## Історія
Ну Пінтча є найтитулованішою командою острова за кількістю виграних першостей свого острова (11), на другому місці — Морабежа з 9-ма, Академіка та Спортінг (Брава) — по 2, Дешпортіву Короа та Жувентуде да Фурна — лише по 1-му.
Першим клубом, який переміг в чемпіонаті острова був Ну Пінтча в 1994 році, з того моменту і до 2001 року клуб вісім разів поспіль вигравав цей чемпіонат, до того ж, вісім острівних чемпіонств поспіль є одним з найкращих показників і серед ігших острівних чемпіонатів країни. Академіка стала другим клубом, який переміг в острівному чемпіонаті (2002 рік). Ну Пінтча виграв наступних два титули в 2003 та 2004 роках, Морабежа стала третім клубом, який вигравав національний чемпіонат (2005 рік). Останнє на сьогодні чемпіонство Ну Пінтча завоювала в 2006 році, Своє друге чемпіонство Морабежа здобула в 2007 році. Дешпортіву Короа став четвертим клубом, який здобув своє чемпіонство (2008 рік). Наступним клубом, який переміг двічі поспіль в чемпіонаті острова став Морабежа (2009 та 2010 роки). У сезоні 2010-11 років Чемпіонат не відбувся, ймовірно, через фінансові проблеми, це був останній випадок скасування острівного чемпіонату в країні. Академіка виграла свій другий та останній на сьогодні титул у 2012 році. Одним з двох клубів, які перемагали одного разу в острівному чемпіонаті, став Жувентуде да Фурна (2013 рік). В 2014 та 2015 роках двічі поспіль переміг клуб Спортінг (Брава).

## Формат
В сезоні 2016 року візьмуть участь 7 клубів і буде зіграно 14 раундів, кожна команда зіграє двічі, вдома та на виїзді, як і в попередньому сезоні Чемпіонату острова.

## Клуби-учасниці сезону 2016 року[1][2]
- Академіка (Брава) - місто Нова Сінтра
- Бенфіка (Брава)
- Дешпортіву Короа
- Жувентуде да Фурна (заснований в 2010 році)
- Морабежа
- Ну Пінтча
- Спортінг (Брава)

## Переможці[3]
- 1993–94: Ну Пінтча
- 1994–95: Ну Пінтча
- 1995–96: Ну Пінтча
- 1996–97: Ну Пінтча
- 1997–98: Ну Пінтча
- 1998–99: Ну Пінтча
- 1999–2000: Ну Пінтча
- 2000–01: Ну Пінтча
- 2001–02: Академіка (Брава)
- 2002–03: Ну Пінтча
- 2003–04: Ну Пінтча
- 2004–05: Морабежа
- 2005–06: Ну Пінтча
- 2006–07: Морабежа
- 2007–08: Дешпортіву Короа
- 2008–09: Морабежа
- 2009–10: Морабежа
- 2010–11: не відбувся
- 2011–12: Академіка (Брава)
- 2012–13: Жувентуде да Фурна
- 2013–14: Спортінг (Брава)
- 2014-15: Спортінг (Брава)

## Чемпіонства по клубах
| Клуб               | Перемог | Переможні сезони                                                 |
| ------------------ | ------- | ---------------------------------------------------------------- |
| Ну Пінтча          | 11      | 1994, 1995, 1996, 1997, 1998, 1999, 2000, 2001, 2003, 2004, 2006 |
| Морабежа           | 4       | 2005, 2007, 2009, 2010                                           |
| Академіка (Брава)  | 2       | 2002, 2012                                                       |
| Спортінг (Брава)   | 2       | 2014, 2015                                                       |
| Дешпортіву Короа   | 1       | 2008                                                             |
| Жувентуде да Фурна | 1       | 2013                                                             |